# Gesang vom Kindchen
Gesang vom Kindchen ist laut Untertitel eine Idylle von Thomas Mann aus dem Jahre 1919. Der Text behandelt das Leben mit seiner 1918 geborenen jüngsten Tochter Elisabeth und ist in Hexametern verfasst. Es ist das einzige heute noch bekannte Werk des Prosaschriftstellers, in dem in Form „dichterischen Gesangs“ Persönlichstes preisgegeben wird. Die Erstveröffentlichung erschien in der Zeitschrift „Der Neue Merkur“ in München im April und Mai 1919, in Buchform beim S. Fischer Verlag zusammen mit der Idylle Herr und Hund in einem Band im Herbst desselben Jahres.

## Entstehung
Der Gesang vom Kindchen entstand in einem Zeitraum von weniger als sechs Monaten (Manns Tagebücher datieren den ersten Entschluss zur Dichtung auf den 14. September 1918, die Fertigstellung des Manuskripts auf den 6. März 1919), der als eine Zeit der Regeneration und inneren Einkehr gewertet werden darf. Der Zusammenbruch der deutschen Monarchie ließ Mann verwirrt, fast zornig zurück; in dieser Phase der Abkehr vom politischen Zeitgeschehen entstanden seine Idyllen, was eine Wertung des Gesangs vom Kindchen als „Privatspaß“ (Kurzke) erklärt, der als reine Fingerübung entstanden ist, bevor die Arbeit am Zauberberg wieder aufgenommen wurde. Manns Villa in München geriet zu einer Art Fluchtburg, worauf verwiesen wird, wenn er eingangs Goethe zitiert. („Wir wenden uns, wie auch die Welt entzücke, / Der Enge zu, die uns allein beglücke.“)

## Inhalt
Der Gesang vom Kindchen besteht aus neun Kapiteln: Im „Vorsatz“ liefert der Sprecher (im Gesang vom Kindchen in personaler Einheit mit dem Autor selbst) eine Rechtfertigung seiner Hinwendung zur Versform und eine knappe Einführung in die Natur des Hexameters. „Lebensdinge“ beschreibt die Sentiments des 42-Jährigen, der ungewollt noch einmal Vater wird und nun die Freude über dieses Ereignis intensiver als bei der Geburt der ersten Kinder empfindet und deshalb detailliert beschreibt. „In der Frühe“ und „Das Mal“ gewähren Einblick in Szenen privater Häuslichkeit, die, wie der restliche Inhalt des Gesangs vom Kindchen, an der Realität modelliert sind: Das Kindchen wird gebadet und gefüttert, seine Bedürfnisse bestimmen den Ablauf des Alltags in der Münchner Villa der Familie Mann. Deren Verhältnisse bestimmen den Inhalt der folgenden Kapitel „Schwesterchen“ und „Die Unterhaltung“, in denen die Geschwister und Ahnen des Kindchens und Manns väterlich-liebevoller Umgang mit der Spätgeborenen dargestellt werden. „Krankheit“ beschreibt die Mittelohrentzündung des Kindchens und seine Behandlung. „Vom Morgenlande“ eröffnet die Genealogie des Kindchens; seine jüdische Mutter wurde von Mann stets dem Orient zugeordnet, dessen Attribute er in ihrer Erscheinung und der seiner Tochter erkennt. Er erinnert sich ferner an seine Italienreise; die Stadt Venedig gemahnt ihn sowohl an seine norddeutsche Vaterstadt Lübeck als auch an die Welt des Orients. „Die Taufe“ schließlich schildert detailliert die häusliche Feier anlässlich der Taufe Elisabeth Manns am 23. Oktober 1918 durch Kuno Fiedler sowie die Gäste und die beiden Paten Ernst Bertram und Günther Herzfeld-Wüsthoff. Letzterer war bei der Taufe aber in Wirklichkeit nicht anwesend.

## Bedeutung
Beachtlich am Gesang vom Kindchen ist der Umgang Manns mit dem deutschen Hexameter. In der Forschung haben seine Verse bisher wenig Beachtung erfahren und provozierten bei zeitgenössischen Rezensenten ablehnende Kritiken. Nach den Regeln der Metrik sind Manns Verse, mit Ausnahme der 58 Verse des ersten Kapitels, fehlerhaft. Manns Version des deutschen Hexameters ist einer eigenen Ordnung und Funktion unterstellt: „Zwischen Gesang und verständigem Wort hält er wohlig die Mitte“. Angestrebt wird eine Synthese von Prosa und Lyrik. Einerseits muss die metrische Struktur des Verses gelockert werden, um den Erzählfluss nicht zu hemmen, andererseits gibt der Rhythmus des Hexameters den Mannschen Sätzen lyrisches Format. Die syntaktischen Ordnungsprinzipien überwiegen vor den lyrischen. Bisweilen finden sich metrisch korrekte Verse nicht als autonome Verszeilen, sondern als zusammengefügte Teilsätze zwischen den Satzzeichen aufeinanderfolgender Zeilen. Zahlreiche Enjambements tragen außerdem dazu bei, dass der Text als kohärente Erzählung und weniger als Gedicht gelesen und gehört werden kann. Außerdem kombiniert Mann stilistische Merkmale der heroischen Verse eines Homer mit bewusst prosaisch-modernem Vokabular.

## Quelle
- Thomas Mann: Sämtliche Erzählungen. Band 2. 1966, S. 98–131. ISBN 3-10-348116-0